# Kristina Tschulik
Kristina Tschulik (* 1984 in Cottbus) ist eine deutsche Chemikerin und seit 2018 Professorin für analytische Chemie an der Ruhr-Universität Bochum.

## Wissenschaftliche Laufbahn
Kristina Tschulik begann ihr Chemiestudium 2003 an der Technischen Universität Dresden und schloss dieses 2008 mit einer Diplomarbeit im Arbeitskreis von Michael Ruck ab. Nach ihrer Promotion im Arbeitskreis von Ludwig Schultz am Leibniz-Institut für Festkörper- und Werkstoffforschung in Dresden 2012 blieb sie zunächst für einen Postdocaufenthalt  im Arbeitskreis von Jürgen Eckert dort, schloss aber noch im selben Jahr einen Postdocaufenthalt bei Richard Compton an der University of Oxford an.
Nach ihrer Rückkehr nach Deutschland 2015 wurde sie zunächst Juniorprofessorin für Mikro- und Nanotechnologie an der Ruhr-Universität in Bochum und hat dort seit 2018 als Professorin den Lehrstuhl für Analytische Chemie II – Elektrochemie & Nanoskalige Materialien inne.
2017 war sie außerdem für einige Monate als Gastprofessorin an der Université Paris Diderot.

## Forschungsgebiete
Ein Schwerpunkt der Forschung von Kristina Tschulik ist die Nano-Elektrokatalyse, insbesondere die Untersuchung der Elektrochemie einzelner Nanopartikel. Weitere Forschungsfelder sind die Magneto-Elektrochemie und die Korrosionsforschung. Der Arbeitskreis arbeitet im Exzellenzcluster RESOLV.

## Veröffentlichungen und Patente
Kristina Tschulik hat in ihrer wissenschaftlichen Laufbahn an über 100 Publikationen mitgearbeitet und ist Miterfinderin zweier Patente.

## Auszeichnungen und Preise (Auswahl)
- Promotionsstipendium der Studienstiftung des deutschen Volkes
- Förderpreis auf dem Gebiet der Angewandten Elektrochemie der Gesellschaft Deutscher Chemiker[4]
- Nachwuchspreis der Leibniz-Gemeinschaft in der Kategorie  Natur- und Technikwissenschaften[5]
- Marie Curie Intra European Fellowship for Career Development der Europäischen Union[6]
- Joachim Walter Schultze-Preis der Arbeitsgemeinschaft Elektrochemischer Forschungsinstitutionen e.V.[7][8]
- Nachwuchspreis für analytische Elektrochemie der International Society of Electrochemistry[9]
- Hellmuth-Fischer-Medaille der DECHEMA[10]
- Mitglied der Nordrhein-Westfälischen Akademie der Wissenschaften und der Künste (2020)[11]